# Sphaeriodesmus tortus
Sphaeriodesmus tortus är en mångfotingart som beskrevs av Shear 1986. Sphaeriodesmus tortus ingår i släktet Sphaeriodesmus och familjen Sphaeriodesmidae. Inga underarter finns listade i Catalogue of Life.